# Panique dans la rue
Pour plus de détails, voir Fiche technique et Distribution.
Panique dans la rue (titre original : Panic in the Streets) est un film américain réalisé par Elia Kazan, sorti en 1950.

## Synopsis
Kochak, un émigré venant d'arriver clandestinement par bateau à la Nouvelle-Orléans, est assassiné par ses partenaires de poker alors qu'il venait d'empocher la mise et souhaitait se retirer, ne se sentant pas bien. Le lendemain, la police découvre son corps. L'affaire, d'apparence banale, prend des proportions inattendues lorsque l'autopsie révèle qu'il était atteint de la peste pulmonaire (pneumonique). Le Dr Reed, représentant du service sanitaire, et le capitaine Warren vont effectuer une course contre la montre pour retrouver les personnes ayant pu être en contact avec Kochak, en particulier ses assassins, avant que l'épidémie devienne incontrôlable.

## Fiche technique
- Titre : Panique dans la rue
- Titre original : Panic in the Streets
- Réalisation : Elia Kazan
- Scénario et adaptation : Richard Murphy et Daniel Fuchs d'après une histoire de Edna Anhalt et Edward Anhalt
- Direction artistique : Maurice Ransford et Lyle R. Wheeler
- Décors : Thomas Little et	Fred J. Rode
- Costumes : Travilla, Charles Le Maire et Sam Benson
- Photographie : Joseph MacDonald
- Montage : Harmon Jones
- Musique : Alfred Newman
- Producteur : Sol C. Siegel
- Société de production et de distribution : 20th Century Fox
- Pays de production :  États-Unis
- Langue : anglais
- Format : noir et blanc - Son : Mono (Western Electric Recording)
- Genre : film noir
- Durée : 92 minutes
- Date de sortie : 
  - États-Unis : 12 juin 1950

## Distribution
- Richard Widmark (VF : Jean Daurand) : Lieutenant commandant Clinton 'Clint' Reed M.D.
- Paul Douglas (VF : Richard Francœur) : Capitaine Tom Warren
- Barbara Bel Geddes (VF : Nelly Benedetti) : Nancy Reed
- Jack Palance (VF : Claude Péran) : Blackie
- Zero Mostel (VF : Fernand Rauzena) : Raymond Fitch
- Dan Riss (VF : Pierre Leproux) : Neff - reporter
- Tommy Cook : Vince Poldi
- Emile Meyer (VF : Pierre Morin) : Capitaine Beauclyde
- Tommy Rettig : Tommy Reed
- Lewis Charles (VF : Maurice Nasil) : Kochak
- Aléxis Minotís (VF : Stéphane Audel) : John Mefaris
- Guy Thomajan (VF : Jean Berton) : Poldi
- John Schilleci (VF : Gérard Férat) : Jerry
- George Ehmig (VF : Georges Hubert) : Kleber
- G.S. Cambias (VF : René Arrieu) : le curé

Cascades
Jack N. Young

## À noter
- Le film est tourné en décors naturels à la Nouvelle-Orléans. Kazan innove dans ce film puisque les dialogues et détails du film sont débattus quotidiennement en équipe et éventuellement modifiés selon les exigences du tournage.
- Il emploie pour la première fois la technique du plan-séquence dans ce film et laisse large latitude au jeu d'acteur. Ce film est un film policier mais bouleverse les codes du policier classique puisque la victime est atteinte de la peste bubonique et que les arrestations ont été dictées par des raisons sanitaires, les malades étant traqués et arrêtés, de peur qu'ils ne contaminent toute la ville.
- Ce film noir mélange le style du film policier et celui du film documentaire. Il a été tourné en 1950, année durant laquelle la chasse aux sorcières bat son plein et si on prend un peu de recul en mettant en parallèle les événements de l'époque et l'intrigue du film, celle-ci devient ambiguë. L'intrigue peut sembler simple au premier abord et prise au premier degré : des gangsters sont atteints de la peste et il faut protéger les citoyens de la ville en empêchant la maladie de se propager. Il y a cependant un second degré et une ambiguïté dans ce film.
- Kazan y délivre un message ici concernant le film qui peut être interprété comme une parabole sur le communisme. La maladie serait une représentation du mouvement communiste, il faudrait tout faire pour la combattre, enrayer le fléau, empêcher qu'il n'envahisse la ville, et par extension le pays. Cela renvoie au passé de délateur de Kazan qui a dénoncé nombre de cinéastes communistes durant la chasse aux sorcières, dont Dalton Trumbo.